# Dama y obrero (telenovela, 2013)
Dama y obrero est une telenovela américaine diffusée entre le 24 juin 2013 et le 18 octobre 2013 sur Telemundo. Il s'agit d'un remake de la telenovela chilienne du même nom et une histoire originale de José Ignacio Valenzuela.

## Synopsis
Ignacia Santamaria est une jeune ingénieur travaillant dans une grande entreprise de construction, Oméga, qui est détenue par Tomás Villamayor, son petit ami. Ils passent beaucoup de temps ensemble et décident de se marier, mais Ignacia se méprend sur la véritable personnalité de Tomás. Peu avant leur mariage, ils ont eu une très forte dispute durant laquelle Tomás tente de frapper Ignacia. Cette violence est évitée grâce à l’intervention de Pedro. En conséquence, Ignacia quitte la ville pour réfléchir au comportement de Tomás.
Lorsqu'elle rencontre Pedro Pérez, un travailleur simple sans argent mais avec une grande aspiration, elle oublie complètement ses problèmes. L’attirance entre les deux est immédiate et réciproque, un vrai amour au premier regard. Ils ne peuvent pas s'empêcher de passer ensemble un week-end mémorable qui se termine le dimanche après-midi. Pedro et Ignacia sont follement amoureux l’un de l’autre. Mais Ignacia sait que, ce qu'elle éprouve est un rêve, une parenthèse dans sa vie. Donc, lorsque Pedro se réveille le lundi matin, il trouve à ses côtés une note écrite par Ignacia, le remerciant de leur week-end. Elle est partie sans laisser de trace.
De retour chez elle, Ignacia y trouve Tomás qui l'attend avec de nouvelles propositions : il demande pardon à Ignacia et lui offre un nouveau poste dans sa société. Elle accepte son nouveau poste. Mais une surprise attend Ignacia sur son lieu de travail à son poste de superviseur : Ignacia voit Pedro travaillant en tant qu’ouvrier au chantier de construction. Malgré toutes les raisons du monde de ne pas être ensemble, Ignacia et Pedro découvrent que leur amour persiste par-delà tous les préjudices, malgré les différences, les refus et les nombreux obstacles, parfois cruels, soulevés par d’autres qui ne veulent pas les voir être ensemble...

## Distribution
| Acteurs                 | Personnages                                  |
| ----------------------- | -------------------------------------------- |
| Ana Layevska            | Ignacia Santamaría "La Dama"                 |
| José Luis Reséndez      | Pedro Pérez "El Obrero"                      |
| Fabián Ríos             | Tomás Villamayor                             |
| Felicia Mercado         | Estela Mendoza                               |
| Kendra Santacruz        | Isabel Jimenez García                        |
| Shalim Ortiz            | José Manuel Correal                          |
| Sofía Lama              | Mireya Gomez                                 |
| Diana Quijano           | Gina Pérez                                   |
| Leonardo Daniel         | Mariano Santamaría                           |
| Alex Ruiz               | Christopher Melquíades Godínez Capito "Neto" |
| Óscar Priego            | Rubén Santamaría                             |
| Christina Dieckmann     | Karina Cuervo                                |
| Mónica Sánchez-Navarro  | Margarita Pérez                              |
| Tina Romero             | Alfonsina de Mendoza                         |
| Riccardo Dalmacci       | Olegario Próculo Gómez                       |
| Angeline Moncayo        | Gemma Pacheco Maldonado                      |
| Carolina Ayala          | Guadalupe "Lupita" Pérez                     |
| Roberto Plantier        | Ángel Jimenez García                         |
| Lilian Tapia            | Gina Pérez / Berta Suárez                    |
| Rosalinda Rodríguez     | Petra García                                 |
| Luis Gerardo López      | Gerardo Vargas                               |
| Jose Alberto Torres C.  | Miguel Porras                                |
| Ernesto Faxas           | Emilio Jiménez "El Duro"                     |
| Guillermo Quintanilla   | Prudencio Gomez                              |
| Héctor Fuentes          | Enrique Molina                               |
| Patricia Carolina Ramos | Zafiro                                       |
| Victoria del Rosal      | Candy                                        |
| Marcia Jones Brango     | Barbara Camacho "Barbie"                     |
| Álvaro Ardila           | Lorenzo                                      |
| Alexander Torres        | El Ratón                                     |
| Osvaldo Strongoli       | Ernesto Villamayor                           |
| Yaidan Lemus            | Juancho                                      |

## Diffusion internationale
| Pays                   | Chaîne                 | Titre         | Première diffusion |
| ---------------------- | ---------------------- | ------------- | ------------------ |
| États-Unis             | Telemundo              | Dama y obrero | 24 juin 2013       |
| Venezuela              | Televen                | Dama y obrero |                    |
| Panama                 | TVN                    | Dama y obrero |                    |
| Colombie               | Mas Que Entretenimento | Dama y obrero |                    |
| Mexique                | Gala TV                | Dama y obrero |                    |
| République dominicaine | Telesistema 11         | Dama y obrero |                    |
| Nicaragua              | Multinoticias          | Dama y obrero |                    |
| Pérou                  | ATV                    | Dama y obrero |                    |

## Autres versions
- Dama y obrero (TVN, 2012-2013) avec María Gracia Omegna et Francisco Pérez-Bannen.

### Sources
- (en) Cet article est partiellement ou en totalité issu de l’article de Wikipédia en anglais intitulé « Dama y obrero (American telenovela) » (voir la liste des auteurs).

- (es) Cet article est partiellement ou en totalité issu de l’article de Wikipédia en espagnol intitulé « Dama y obrero (telenovela estadounidense) » (voir la liste des auteurs).